# Кузина Бетта
«Кузи́на Бе́тта» — роман Оноре де Бальзака (1799—1850), написанный им в 1846; входит в цикл его произведений, именуемый «Человеческая комедия». Этот роман и соседствующий с ним в общем цикле роман «Кузен Понс» (1847) объединяют общим названием «Бедные родственники»; оба произведения обличают пороки буржуазного общества 1840-х годов, оба повествуют о том, насколько губительным для личности является зависимое и унизительное положение бедного родственника.

## Сюжет
В центре романа семья Юло. Жена барона Гектора Юло — Аделина — закрывает глаза на распутства своего мужа, с которым прожила 25 лет и которому родила двух детей: Викторена и Гортензию. Роман начинается с объяснения в любви старого разбогатевшего парфюмера Кревеля к Аделине, но не из чистых побуждений, а дабы досадить её мужу, который увёл у него любовницу, певицу Жозефу. Однако Аделина отказывает ему.
Кузина Бетта (Лизбет), которая была несчастна в любви, находит человека, в которого всё же влюбляется, — она встречает бедного скульптора поляка Венсислава. Но Бетту опять ждёт разочарование — Венсислав предпочитает ей Гортензию, дочь ненавистной Аделины. Здесь проявляется истинный характер сестры баронессы Бетты. Из мести к своей красавице сестре, которая и в 50 не утратила красоты, она сводит мужа Аделины с госпожой Валери Марнеф. Гектор, которого уже бросила Жозефа, влюбляется в Валери и практически разоряет семью ради этой девицы. Кревель, видя что Юло увлечён новой пассией, решает отбить её и тоже начинает ухаживание за девушкой. Валери же, при содействии Бетты, легко вытаскивает из двух старцев их деньги.
Во время одного из вечеров в дом госпожи Марнеф является её первая любовь — бразилец барон Монтес де Монтеханос. Но парижская куртизанка одурачивает и его.
Вскоре барон Юло предпринял авантюру, чтобы добыть деньги для своей возлюбленной. Но афера проваливается, и он вынужден скрываться у своей бывшей любовницы Жозефы. Хотя вскоре покидает и её, влюбившись в другую девушку. Тем временем Кревель, радуясь своей победе, решает жениться на госпоже Марнеф. Сын барона, Викторен, и его дочь противятся этому браку. Бетта же помогает Валери и при этом наслаждается страданиями семьи Юло.
Викторен, расплатившись с долгами отца, решает покончить с Валери. Для этого он нанимает убийц. Но убийство совершает барон Монтес, которому показали его возлюбленную в объятиях любовника Венсислава (который расстался ради неё с женой). Барон заражает её и Кревеля болезнью, известной только в Бразилии, и покидает Францию. Валери, умирая, всё же раскаивается. Вскоре после неё умирает и старый парфюмер.
Аделина, всё ещё верная мужу, разыскивает его. И находит в «объятиях» 15 летней девушки. Она прощает его и привозит обратно в дом, где теперь достаток и спокойствие. Кузина Бетта, видя что её махинации ни к чему не привели, и видя свою сестру счастливой, заболевает и умирает в окружении своей семьи. Несколько лет семья живёт счастливо. Но Гектор остаётся верен своему пороку. И в одну из ночей его жена застаёт его в комнате посудомойки, обещающим сделать ту баронессой Юло, так как его жена скоро должна умереть. Аделина, не в силах пережить ещё одну измену своего 80 летнего мужа, через три дня умирает. Барон покидает Париж и вскоре сочетается браком с посудомойкой.

## Связь с другими произведениями
Как и во многих произведениях Бальзака, мелькает персонаж Эжен де Растиньяк, который хоть и не появляется напрямую в произведении, но играет косвенную роль. Упоминаются также события романа «Шуаны» и «Дочери Евы». Помимо этого, в романе прямо или косвенно упоминаются известные исторические личности того времени.

## Экранизация
- «Кузина Бетта» (худ. фильм; Великобритания, США; 1998)

## В России
Несколько раз издавался:
- История бедных родственников. Роман де-Бальзака. Ч. 1. Кузина Лиза.-- "Б-ка для чтения", 1847, т. 80, отд. 2, с. 205--248; т. 81, с. 1--70; 1-50; т. 82, с. 1-62; 167-218.
- Кузина Лиза. СПб., Ольхин, 1847. 28; 70; 50; 62; 52 с. (Бальзак. История бедных родственников. T. 1). Установлено но изд: Прибавления к "Журналу Министерства народного просвещения" на 1847 год, указатель вновь выходящих книг, с. 77.
- Бедные родственники. 1. Кузина Бетта. Пер. В. Чуйко. Изд. под ред. Н. И. Шульгина. СПб., тип. Траншеля, 1875. 483 с. Тираж: 200 экз.
- Бедные родственники. Блудный отец.-- "Колосья", 1893, No 1, с. 72-- 106; No 2, с. 64-91; No 3, с. 99-133; No 8, с. 1-53. В связи с закрытием журнала окончание романа не было опубликовано.
- Бедные родственники. Кузина Бетта. Роман. Пер. А. Кублицкой-Пиоттух. СПб., Пантелеев, 1896. 400 с. (Бальзак О. Собр. соч. В 20-ти т. Т. 2),
- Кузина Бетта. Пер. М. А. Петровского. Лит. коммент. Б. А. Грифцова. Примеч. В. И. Шишова. М., Гослитиздат, 1936. 393 с. (Бальзак О. Собр. соч. Под общ. ред. А. В. Луначарского и Е. Ф. Корша. Т. 11).
- Кузина Бетта. Пер. Н. Яковлевой.-- В кн.: Бальзак О. Собр. соч. В 15-ти т. Т. 10. Человеческая комедия. Сцены парижской жизни. [Пер. под ред. H. М. Жарковой]. М., 1954, с. 5--439.
- Кузина Бетта. Роман. [Пер. Н. Яковлевой. Примеч. И. Лилеевой]. Калуга, Кн. изд-во, 1958. 448 с.
- Кузина Бетта. Пер. И. Г. Яковлевой.-- В кн.: Бальзак О. Собр. соч. В 24-х т. Т. 13. Человеческая комедия. Этюды о нравах. Сцены парижской жизни. Бедные родственники. [Ред. И. А. Лилеева]. М., 1960, с. 5-446.